# 4652 Iannini
4652 Iannini (1975 QO) là một tiểu hành tinh vành đai chính được phát hiện năm 1975, bởi Gualberto M. Iannini.